# Poecilotettix
Poecilotettix is een geslacht van rechtvleugeligen uit de familie veldsprinkhanen (Acrididae). De wetenschappelijke naam van dit geslacht is voor het eerst geldig gepubliceerd in 1897 door Scudder.

## Soorten
Het geslacht Poecilotettix omvat de volgende soorten:
- Poecilotettix pantherinus Walker, 1870
- Poecilotettix sanguineus Scudder, 1897